# 埃德·古尔德
艾德·古尔德（英語：Edward Duncan Ernest Gould；1988年10月28日—2012年3月25日）是英国的动画师、艺术家和配音员。他以创建Eddsworld而闻名，该公司是一家由Flash动画和网络漫画组成的媒体专营店，其特色是他本人和长期合作者汤姆·里奇韦尔，马特·哈格里夫斯等人的虚构版本。 古尔德在2012年去世后，他的朋友们（里奇韦尔）继续进行Eddsworld的制作。 埃德的家人正在由马特·哈格里夫斯担任表演主持人，继续进行系列演出。目前由 Jon Lopez(動畫導演), Collin Bogert, Kas Sánchez, Franchesca Pun 製作動畫。

## 生平
爱德华·邓肯·欧内斯特·古尔德于1988年10月28日出生于大伦敦艾斯沃思。他有一个姐姐，维多利亚·古尔德，和一个哥哥，乔治·古尔德。古尔德曾就学于奥尔良公园学校（在他的第一部动画《埃德（Edd Again）》中所示），并在体育节活动中遇到了马特·哈格里夫斯。尽管起初不喜欢他，但古尔德在前任最好的朋友戴维·查普曼离开后与哈格里夫斯成为了好朋友，而哈格里夫斯被转到古尔德的教室。古尔德宣布他有把朋友吸引入漫画的习惯，因此他将哈格里夫斯纳入了Eddsworld。尽管最初抱怨总是在他的早期动画中被杀死，但哈格里夫斯成为了Eddsworld的重要部分，但早期动画中的部分却要小得多，这得益于电影《韦恩的世界》，该电影取材于流行的《周六夜现场》短剧。
在开始制作火柴人动画后不久，古尔德就在网上遇到了托马斯·里奇韦尔。里奇韦尔是一位粉丝，在古尔德制作本迪系列剧集时，他就加入了即时通讯服务。里奇韦尔向古尔德迷发送了他的作品。与他认识里奇韦尔的方式差不多，古尔德也在网上认识了托德·拉尔森，成为了好朋友。里奇韦尔和拉尔森最终与哈格里夫斯一起出现在Eddsworld演员表中，并出现在2004年动画《 Edsdsworld Christmas Special 2004》中。托德·拉尔森于2008年离开Eddsworld。

## 生涯
埃德很快开始了他的动画专业生涯，并在英格兰梅德斯通的创意艺术大学作为独立动画师学习。 古尔德和里奇韦尔以及其他六位艺术家共同创立了Cake Bomb，这是一个创意媒体集团，负责制作各种艺术作品和动画。 后来，他创造了一个个人口号：“这挺好”，在粉丝群中广受欢迎。 他还在里奇韦尔在YouTube上制作的热门“asdfmovie”视频中为“我喜欢火车”小子配音，并对第二部asdfmovie在YouTube上发行的动画进行了动画处理。Cake Bomb在2011年解散，尽管他的系列Eddsworld在此期间已经独立制作。

## 去世
2011年4月16日下午，古尔德透露他被诊断出患有急性淋巴细胞白血病，这是白细胞的癌症。这是他第二次被诊断出患有这种癌症（正如他先前在2006年被诊断出的那样）。 他在YouTube上发布了名为“Edd vs Cancer”的视频，其中包括他，Ridgewell和Hargreaves讨论的诊断。尽管身体健康，但古尔德还是以自己的病情为平台，在朋友的YouTube帐户上绘制了一些草图，其中包括Hargreaves的YouTube帐户和Ridgewell的备用YouTube帐户。
2012年3月25日上午，古尔德因癌症反复感染而死亡，享年23岁。里奇韦尔和哈格里夫斯于2012年3月27日在YouTube主頻道在“RIP Edd Gould（1988–2012）”中宣布了古尔德的去世。在影片結束時，里奇韦尔表示“埃德可能已经逝去，但他的世界将继续旋转”。古尔德的葬礼于2012年4月10日在艾尔沃思的诸圣堂举行，悼念是通过歌迷和朋友的各种视频片段制作的，悼念古尔德为纪念他的死而表示哀悼。汤姆写道，埃德在死前批准并制作了部分动画的最后一集（通常称为情节，是同人圈中所用的肖像），该片在2012年6月2日在YouTube上发布。离开Eddsworld专营权，并继续制作剧集，这是古尔德遗嘱的一部分。这是通过捐赠来完成的，通过捐赠来支付生产费用。在里奇韦尔的指导下，多余的钱和利润流向了CLIC Sargent，该计划为儿童癌症患者提供了支持。